# Вест-индская лысуха
Вест-индская лысуха (лат. Fulica americana americana) — водоплавающая птица из семейства пастушковых. Подвид американской лысухи

## Внешний вид
Длина тела до 38 см. Отличается от американской лысухи отсутствием коричневого нароста в верхней части лобного щита.

## Распространение
Обитает на островах Карибского моря и в северной части Венесуэлы.

## Образ жизни
Населяет болота и пресноводные озёра. Кормится в воде и на суше. Хорошо ныряет. Всеядна, питается как растительной пищей, так и насекомыми, рыбой и другими водными животными. Гнездо плавучее, в кладке 4—8 беловатых с тёмными пестринами яиц.